# Calahorra
Ne doit pas être confondu avec La Calahorra.
Calahorra est une commune de la communauté autonome de La Rioja, dans le nord de l'Espagne appartenant à la région de la Rioja Baja.
À l'époque romaine, la ville se nommait Calagurris, cité ibérique colonisée par les Romains.
Le toponyme a été transformé en Calahorra par les Almohades à la deuxième moitié du XIIe siècle.[réf. nécessaire]

## Présentation
La capitale de la région de la Rioja Basse excelle par sa production agricole et a ses racines dans l'Antiquité. Elle est siège du diocèse de Calahorra et La Calzada-Logroño qui dans le passé arrivait jusqu'à la mer Cantabrique.
Elle a été une importante ville romaine, la Calagurris Iulia Nasica, qui s'est maintenue jusqu'au Moyen Âge.
Calahorra est aussi la ville du grand maître de rhétorique Marcus Fabius Quintilianus, auteur de divers textes et maître à la cour romaine. En son honneur est érigée une statue face à la Mairie.

## Démographie

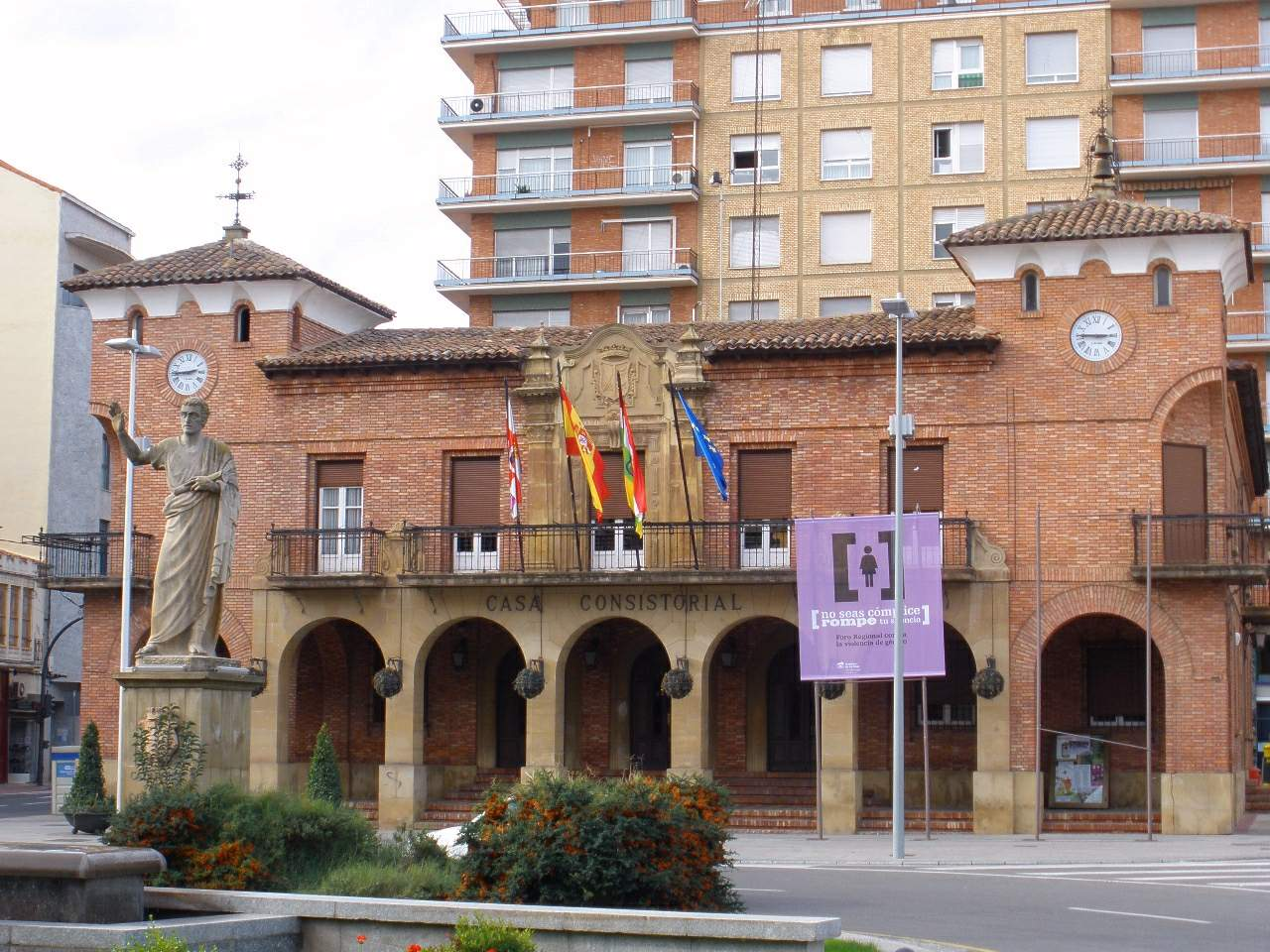
L'hôtel de ville de Calahorra.

| 1900  | 1910  | 1920   | 1930   | 1940   | 1950   |
| ----- | ----- | ------ | ------ | ------ | ------ |
| 9 475 | 9 871 | 10 767 | 12 004 | 13 199 | 13 534 |

| 1960   | 1970   | 1981   | 1991   | 2001   | 2010   |
| ------ | ------ | ------ | ------ | ------ | ------ |
| 14 462 | 16 340 | 17 695 | 18 781 | 19 601 | 24 876 |

| 2015   | 2020   | 2022   | - | - | - |
| ------ | ------ | ------ | - | - | - |
| 23 955 | 24 531 | 24 654 | - | - | - |

## Administration

### Conseil municipal
La ville comptait 23 923 habitants aux élections municipales du 26 mai 2019. Son conseil municipal (en espagnol : Pleno del Ayuntamiento) se compose donc de 21 élus.
| Parti | Parti                                    | Voix  | %       | Élus    |
| ----- | ---------------------------------------- | ----- | ------- | ------- |
|       | Parti socialiste ouvrier espagnol (PSOE) | 4 696 | 42,01 % | 10 / 21 |
|       | Parti populaire (PP)                     | 3 254 | 29,11 % | 6 / 21  |
|       | Ciudadanos (Cs)                          | 1 726 | 15,44 % | 3 / 21  |
|       | Izquierda Unida (IU)                     | 606   | 5,42 %  | 1 / 21  |
|       | Vox                                      | 597   | 5,34 %  | 1 / 21  |
|       | Partido Riojano (PR+)                    | 298   | 2,67 %  | 0 / 21  |

### Liste des maires
| Mandat    | Maire | Maire                                | Parti |
| --------- | ----- | ------------------------------------ | ----- |
| 1979-1983 |       | Ernesto Sáenz Enciso                 | CIR   |
| 1983-1987 |       | María Antonia San Felipe             | PSOE  |
| 1987-1991 |       | Fernando Deza (1987)                 | AP    |
| 1987-1991 |       | María Antonia San Felipe (1987-1991) | PSOE  |
| 1991-1995 |       | María Antonia San Felipe             | PSOE  |
| 1995-1999 |       | Javier Pagola                        | PP    |
| 1999-2003 |       | Javier Pagola                        | PP    |
| 2003-2007 |       | Javier Pagola                        | PP    |
| 2007-2011 |       | Javier Pagola                        | PP    |
| 2011-2015 |       | Javier Pagola (2011-2014)            | PP    |
| 2011-2015 |       | Luis Martínez-Portillo (2014-2015)   | PP    |
| 2015-2019 |       | Luis Martínez-Portillo               | PP    |
| 2019-2023 |       | Elisa Garrido Jiménez                | PSOE  |

## Histoire
Calahorra est habitée depuis le Paléolithique et sa population stable remonte à l'âge du fer.
Rome conquit la ville en 187 av. J.-C. et la porte à son apogée en tant que centre administratif des régions environnantes. Calahorra soutint Quintus Sertorius dans sa guerre contre Pompée, et contre qui la ville résista avec succès depuis 76 av. J.-C. Elle ne fut reprise que quatre ans plus tard par le légat de Pompée, Lucius Afranius, après que de nombreux habitants furent morts de faim et qu'il y eut eu cannibalisme. Jules César et Auguste César accordèrent à la ville (alors appelée Calagurris) de nombreuses distinctions, la transformèrent en municipalité et développèrent son urbanisme, son économie et sa politique. Ses vestiges archéologiques montrent qu'elle possédait un cirque, des bains, un amphithéâtre et d'autres services que l'on trouve dans les grandes villes. Elle battait la monnaie et servait de centre d'administration de la justice.
Quintilien, bien connu pour ses descriptions de la culture de cette époque, est né à Calahorra et le Parador de la ville porte son nom. Elle abrite des ruines romaines. Les saints Emeterius et Celedonius, martyrisés dans la ville vers 305 après J.-C., sont les saints patrons de la ville, et les armoiries de la ville représentent leurs noms. La cathédrale leur est dédiée. Le poète romain chrétien Prudentius a peut-être habité à un moment donné à Calahorra, qui la situe sur le territoire des Vascons au IVe siècle.
Après la domination des Maures aux IXe et Xe siècles, le roi chrétien García Sánchez III de Pampelune s'empara de la ville en 1045.
Calahorra abritait autrefois l'une des plus anciennes communautés juives de Castille, datant de 1145 après J.-C. En 1492, lorsque les Juifs furent expulsés, la plupart partirent plutôt que de devenir des conversos.[2]
La population avait atteint 7 000 habitants dans les années 1840.[3]

## Sport
- Football : CD Calahorra

## Jumelages
- Caussade (France)
- Monte Compatri (Italie)
- Haussa (Sahara occidental)

## Personnalités liées à la commune
- Quintilien (35-96), rhéteur et pédagogue, né à Calagurris Nassica.
- Hémétère de Calahorra (270-298), martyr et saint patron de Calahorra.
- Chélidoine de Calahorra (?-298), martyr et saint patron de Calahorra.
- Prudence (348-405/410), poète, né à Calagurris Nassica.
- Abraham ibn Ezra (1089/1092-1167), savant, mort à Calahorra.
- Juan Antonio Llorente (1756-1823), prêtre, inquisiteur, politicien et historien espagnol, a demeuré à Calahorra.
- Jesús Hita (1900-1936), religieux marianiste, martyr et bienheureux, né à Calahorra.
- José Ignacio Pérez Sáenz (1951-), homme politique, né à Calahorra.
- Santi Ezquerro (1976-), footballeur, né à Calahorra.